# NGC 5866
NGC 5866 (również PGC 53933 lub UGC 9723, być może także Messier 102) – galaktyka soczewkowata z jasnym, okrągłym jądrem i mało rozwiniętymi ramionami spiralnymi (S0-a), znajdująca się w gwiazdozbiorze Smoka w odległości około 48 milionów lat świetlnych. Jest to galaktyka aktywna klasyfikowana jako LINER lub galaktyka Seyferta.
Jest głównym składnikiem małej gromady galaktyk zwanej Grupą NGC 5866. Ma masę około 30-50% większą niż Droga Mleczna. Z Ziemi jest widoczna z boku, co nadaje jej wrzecionowaty kształt, z delikatnie zarysowanym pasmem pyłu, stąd nazwa Galaktyka Wrzeciono.

## Odkrycie
Być może odkrył ją Pierre Méchain 27 marca 1781 roku. Jego przyjaciel Charles Messier umieścił tę obserwację w swoim katalogu jako Messier 102, z braku czasu nie dokonał jednak jej weryfikacji i podał tylko orientacyjną pozycję opisową. Dokładniejszą pozycję obiektu umieścił w odręcznej notatce w swojej prywatnej kopii katalogu. Żadna z tych pozycji nie pozwala jednak jednoznacznie stwierdzić, który obiekt zaobserwował Méchain, choć część badaczy twierdzi, że mogła to być galaktyka NGC 5866. Niezależnie galaktykę tę odkrył William Herschel 5 maja 1788 roku.